# Disperis circumflexa
Disperis circumflexa är en orkidéart som först beskrevs av Carl von Linné, och fick sitt nu gällande namn av Théophile Alexis Durand och Schinz. Disperis circumflexa ingår i släktet Disperis och familjen orkidéer.

## Underarter
Arten delas in i följande underarter:
- D. c. aemula
- D. c. circumflexa